# 伯桑
伯桑（法語：Beussent，法語發音：[bøsɑ̃]）是法国上法蘭西大區加来海峡省的一个市镇，属于蒙特勒伊区。

## 地理
伯桑（50°32'47"N, 1°47'32"E）面积15.93 平方千米，位于法国上法蘭西大區加来海峡省，该省份为法国北部沿海省份，西北濒北海，南至索姆省，东临北部省。
与伯桑接壤的市镇（或旧市镇、城区）包括：帕朗蒂、安克桑、蒙卡夫雷勒、普勒尔、阿莱特、贝尔尼约勒、贝赞盖姆、巴永河畔昂坎、于贝尔桑。

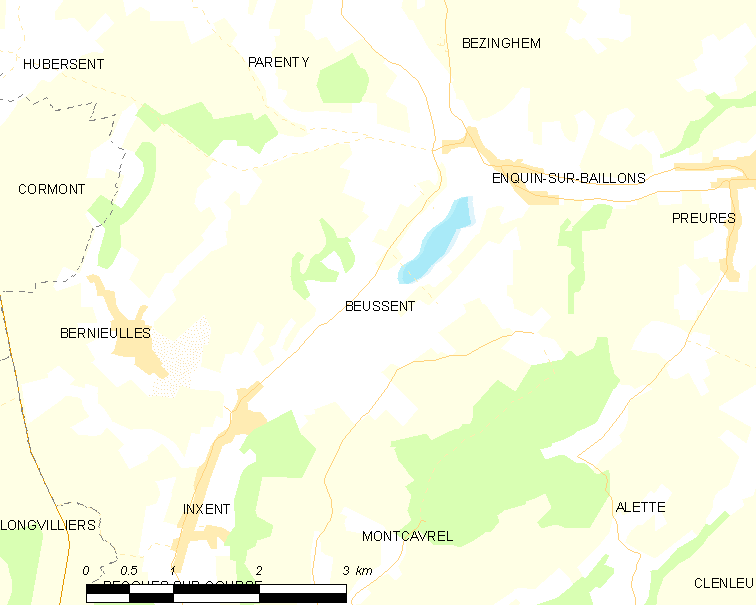
伯桑的OSM定位图

伯桑的时区为UTC+01:00、UTC+02:00（夏令时）。

## 行政
伯桑的邮政编码为62170，INSEE市镇编码为62123。

## 政治
伯桑所属的省级选区为兰布尔县。

## 人口

1962-2008年间伯桑人口变化图示

伯桑于2022年1月1日时的人口数量为551人。